# Bocanda
Bocanda è una città, sottoprefettura e comune della Costa d'Avorio, situata nella regione di N'Zi. È capoluogo dell'omonimo dipartimento e conta una popolazione di 60 183 abitanti (censimento 2014).